# Segarcea (Dolj)
Segarcea è una città della Romania di 8266 abitanti, ubicata nel distretto di Dolj, nella regione storica dell'Oltenia.
La città è un importante centro vinicolo ed è famosa in particolare per i vini bianchi prodotti nella zona.
A Segarcea si trova un monastero fortificato costruito nel 1547 e ampiamente rimaneggiato nel XIX secolo.